# Apanteles fluitantis
Apanteles fluitantis är en stekelart som beskrevs av De Santis 1980. Apanteles fluitantis ingår i släktet Apanteles och familjen bracksteklar. Inga underarter finns listade i Catalogue of Life.